# ستورم ديفيس
ستورم ديفيس (بالإنجليزية: Storm Davis)‏ هو لاعب كرة قاعدة أمريكي، ولد في 26 ديسمبر 1961 في دالاس في الولايات المتحدة.

## وصلات خارجية
- ستورم ديفيس على موقعبيزبول رفرنس.كوم (الدوري الرئيسي) (الإنجليزية)
- ستورم ديفيس على موقعبيزبول رفرنس.كوم (الدوري الثانوي) (الإنجليزية)
- ستورم ديفيس على موقع مشجعي الرسوم البيانية (الإنجليزية)